# Strazeele
 Strazeele là một xã ở trong tỉnh Nord ở miền bắc nước Pháp. Xã này có diện tích 4,69 km², dân số năm 1999 là 681 người. Xã nằm ở khu vực có độ cao trung bình 51 mét trên mực nước biển.